# Afrarchaea harveyi
Afrarchaea harveyi es una especie de arácnido perteneciente al género Afrarchaea, dentro de la familia Archaeidae, del orden de las arañas.

## Distribución
La especie se distribuye por Sudáfrica.

## Taxonomía
Fue descrita científicamente por Leon N. Lotz en 2003. La descripción original fue publicada en la Afrotropical Archaeidae. New species of the genera Archaea and Afrarchaea (Arachnida: Araneae). Navorsinge van die Nasionale Museum Bloemfontein, número 19, entre las páginas 221 y 240.